# The Order (2024)
The Order ist ein Thriller von Justin Kurzel. Der Kriminalfilm mit Jude Law, Nicholas Hoult, Tye Sheridan und Jurnee Smollett in den Hauptrollen basiert auf dem Sachbuch The Silent Brotherhood von Kevin Flynn und Gary Gerhardt über die wahre Geschichte der gleichnamigen Terroristengruppe in den 1980er Jahren. Der Film feierte Ende August bei den Internationalen Filmfestspielen von Venedig seine Premiere und kam Anfang Dezember 2024 in die US-Kinos. 

## Handlung
Im Jahr 1983 versetzt eine Reihe zunehmend gewalttätiger Banküberfälle, Geldfälschungen und Raubüberfälle auf gepanzerte Geldtransporter Gemeinden im gesamten pazifischen Nordwesten der USA in Angst und Schrecken. Erst wurde eine Synagoge und dann ein Pornokino auf verdächtig ähnliche Weise in die Luft gesprengt. Während die Strafverfolgungsbeamten nach Antworten suchen, kommt der FBI-Agent Terry Husk in einen kleinen Ort im Bundesstaat Washington mitten in den Cascades. Er kann auf seine  jahrzehntelange Erfahrung beim Aufspüren von Mafiosi und Klansmännern zurückgreifen und so Detectiv Jamie Bowen und seine FBI-Kollegin Joanne Carney bei den Ermittlungen unterstützen.
Als Husk das Buch mit dem Titel The Turner Diaries von William L. Pierce liest, das beim FBI als „Bibel der rassistischen Rechten“ bezeichnet wird und die Aufstellung einer Miliz empfiehlt und in sechs Phasen den Sturz der US-Regierung und einen darauf folgenden Rassenkrieg beschreibt, fallen ihm Parallelen zu den Vorfällen auf. Husk vermutet, die Gruppe sei durch dieses Buch indoktriniert worden und verfolge politische Ziele.
Husk stellt Bob und dieser kommt nach einem Feuergefecht mit dem FBI in seinem brennenden Haus ums Leben.

## Produktion

### Literarische Vorlage und Filmstab
Der Film basiert auf dem Sachbuch The Silent Brotherhood von Kevin Flynn und Gary Gerhardt über eine wahre Geschichte, die sich in den 1980er Jahren zutrug. Damals hatte eine Gruppe namens The Order, die der White Supremacy zugeordnet wurden, eine Reihe von Terroranschläge im pazifischen Nordwesten verübt. Aufmerksam auf die Gruppe wurden die Ermittlungsbehörden und Medien nach der Ermordung des Talkshow-Moderators Alan Berg im Juni 1984: Dieser hatte in seiner Radiosendung Antisemitismus und andere Formen der Intoleranz angeprangert. Der Anführer der Gruppe Robert Jay Mathews wurde kurz nach Bergs Ermordung bei einem heftigen Feuergefecht mit rund 75 Federal Agents, die sein Haus in Whidbey Island umstellt hatten, getötet.
Regie führte Justin Kurzel. Das auf The Silent Brotherhood basierende Drehbuch schrieb Zach Baylin. Dieser erhielt für seine Arbeit an dem Film King Richard von Reinaldo Marcus Green eine Nominierung für das beste Originaldrehbuch und war zuletzt an den Drehbüchern für Creed III – Rocky’s Legacy und Gran Turismo beteiligt. Im Abspann des Films wird darauf hingewiesen, dass die überlebenden Mitglieder von The Order zwar noch immer hinter Gittern sitzen, ihre Erben jedoch weiterhin zum Krieg bereit sind.

### Besetzung, Synchronisation und Dreharbeiten
Die Hauptrollen besetzte Kurzel mit Jude Law als FBI-Agent Terry Husk, Tye Sheridan als seinen Polizeikollegen Jamie Bowen und Nicholas Hoult als der Terroristenführer Robert „Bob“ Jay Mathews. Hoult war bereits in Kurzels Film True History of the Kelly Gang zu sehen. Law tritt neben Stuart Ford und Bryan Haas auch als einer der Produzenten des Films in Erscheinung. Jurnee Smollett spielt Husks und Bowens Kollegin Joanne Carney. Odessa Young spielt Zillah Craig, Matthews Geliebte, die ein Kind von ihm erwartet. Marc Maron ist in der Rolle des Anwalts und Radiomoderators Alan Berg zu sehen, der von The-Order-Mitgliedern erschossen wurde. In weiteren Rollen sind Alison Oliver, Bradley Stryker und Chantal Perron zu sehen. Das Casting übernahm Rhonda Fisekci.
Die deutsche Synchronisation entstand nach einem Dialogbuch und der Dialogregie von Victoria Sturm im Auftrag der VSI Synchron GmbH in Berlin.
| Darsteller              | Synchronsprecher       | Rolle                             |
| ----------------------- | ---------------------- | --------------------------------- |
| Jude Law                | Florian Halm           | FBI-Agent Terry Husk              |
| Nicholas Hoult          | Ozan Ünal              | Bob Mathews                       |
| Tye Sheridan            | Sebastian Fitzner      | Officer Jamie Bowen               |
| Judith Buchan           | Frauke Poolman         | Birdie Lane                       |
| Geena Meszaros          | Jamie Lee Blank        | Bonnie Sue West                   |
| Sebastian Pigott        | Alexander Doering      | Bruce Pierce                      |
| Huxley Fisher           | Mika Aust              | Clinton Mathews                   |
| Phillip Forest Lewitski | Jonas Lauenstein       | David Lane                        |
| Alison Oliver           | Katharina Schwarzmaier | Debbie Mathews                    |
| Stafford Perry          | Marco Sven Reinbold    | FBI-Agent                         |
| Jurnee Smollett         | Anja Stadlober         | FBI-Agent Joanne Carney           |
| George Tchortov         | Patrick Giese          | Gary Yarbrough / Talkshow-Anrufer |
| Morgan Holmstrom        | Marieke Oeffinger      | Kimmy Bowen                       |
| Victor Slezak           | Bernd Vollbrecht       | Minister Richard Butler           |
| Marc Maron              | Lutz Schnell           | Radiomoderator Alan Berg          |
| Bradley Stryker         | Robert Glatzeder       | Sam Stinson                       |
| Philip Granger          | Axel Lutter            | Sheriff Loftlin                   |
| Matias Garrido          | Ricardo Richter        | Tony Torres                       |
| Daniel Doheny           | Sebastian Kluckert     | Walter West                       |
| Ryan Chandoul Wesley    | Kastor Menz            | Willie Bowen                      |
| Odessa Young            | Magdalena Höfner       | Zillah Craig                      |

Die Dreharbeiten fanden von Mai bis Ende Juni 2023 in der kanadischen Provinz Alberta statt. Aufnahmen entstanden unter anderem in Calgary. Als Kameramann fungierte Adam Arkapaw, mit dem Kurzel bereits für Macbeth und Assassin’s Creed zusammenarbeitete.

### Filmmusik und Soundtrack-Album
Die Filmmusik schuf Jed Kurzel, der ältere Bruder des Regisseurs, der auch dessen vorherige Werke vertont hatte und darüber hinaus in der Vergangenheit für Filme wie Alien: Covenant,  Der Babadook und Monkey Man tätig war. Das Soundtrack-Album mit insgesamt 14 Musikstücken wurde am 20. Dezember 2024 von Lakeshore Records als Download veröffentlicht.

### Marketing und Veröffentlichung
Die internationalen Rechte sicherte sich Prime Video. Der Film feierte am 31. August 2024 bei den Internationalen Filmfestspielen von Venedig seine Premiere. Im September 2024 wurde The Order beim Toronto International Film Festival gezeigt. Am 3. Oktober 2024 eröffnete The Order das Zurich Film Festival. Dort wurde Hauptdarsteller Jude Law mit dem Goldenen Auge ausgezeichnet. Kurz danach wurde der erste Trailer vorgestellt. Ebenfalls im Oktober 2024 wurde er beim Hamptons International Film Festival, beim Austin Film Festival und beim AFI Fest gezeigt. Im November 2024 wurde er beim Denver Film Festival als Centerpiece vorgestellt. Ende November 2024 eröffnet er das Festival International du Film de Marrakech. Am 6. Dezember 2024 brachte Vertical Entertainment den Film in ausgewählte US-Kinos. Am 6. Februar 2025 wurde der Film in Deutschland in das Programm von Prime Video aufgenommen.

## Rezeption

### Kritiken
Von den bei Rotten Tomatoes aufgeführten Kritiken sind 93 Prozent positiv. Bei Metacritic erhielt der Film einen Metascore von 75 von 100 möglichen Punkten.
Maureen Lee Lenker schreibt in ihre Kritik für Entertainment Weekly, Jude Law sei überzeugend in der Rolle des Alkoholikers Terry Husk, der hofft, dass sein Umzug ihm die Möglichkeit gibt, wieder Kontakt zu seiner Familie aufzunehmen. Er sei jedoch nach seinem Job genauso süchtig wie nach dem Alkohol. Law lasse die Figur fast shakespearehaft erscheinen und verleihe ihm eine Leere, die vermuten lasse, dass Terry zu viel gesehen hat, um jemals Frieden außerhalb eines Lebens zu finden, in dem er Gerechtigkeit sucht. Jurnee Smollett spiele seine Kollegin Joanne Carney klein, aber oho und mit großem Elan bei der Verbrechensbekämpfung, ähnlich wie Terry, bevor dieser zu viel gesehen hat. Nicholas Hoult verzichte in der Rolle von Bob Mathews auf seinen üblichen Charme und Witz und bewege sich völlig kaltblütig wie ein Reptil durch die Szenen. Justin Kurzel habe einen gut gemachten Thriller und gut gespielte Unterhaltung erschaffen.
Chris Schinke vom Filmdienst erklärt,  Kurzel und Drehbuchautor Zach Baylin würden den auf Tatsachen beruhenden Fall dramaturgisch als klassisches Cop Movie entfalten, das spannungsfördernd die Ermittlungen seiner beiden Helden mit den Umtrieben der Terroristen verzahnt, deren Bankraub-Aktivitäten darauf abzielen, die Kriegskasse für den anvisierten großen Umsturz zu füllen. Über die Genre-Elemente hinaus, so die Mordtaten der Terroristen, das Sammeln von Indizien und Befragen von Verdächtigen und Zeugen durch die Polizisten und erste Verhaftungsversuche, nehme sich die Inszenierung aber auch viel Zeit, sich mit Organisation und ideologischem Unterbau der Täter auseinanderzusetzen. Die ländliche Szenerie Idahos mit ihren Berg- und Flusslandschaften gebe eine beeindruckende Kulisse für einen Plot ab, der sich nicht nur ins Herz der Organisation „The Order“ begibt, sondern darüber hinaus klarmache, dass deren Gewalttaten in den 1980er Jahren nur die Spitze des Eisbergs eines wesentlich größeren, tief in der US-Geschichte verwurzelten und weit über die 1980er Jahre hinausreichenden gesellschaftlichen Problems sind. Die Tendenz zur Bildung hochgerüsteter Separatistengruppen, die auf das Szenario eines Bürgerkriegs hinwirken, sie die US-Spezifik einer rechtsradikalen Internationalen, und The Order daher wegen seiner Aktualität schmerzhaft.

### Abrufzahlen und Einspielergebnis
Nach seinem Start bei Prime Video Anfang Februar 2025 stieg The Order noch in derselben Woche auf Platz eins in die deutschen Charts des Streamingdienstes ein. Die weltweiten Einnahmen des Films aus Kinovorführungen belaufen sich auf 2,27 Millionen US-Dollar.

### Auszeichnungen
Internationale Filmfestspiele von Venedig 2024
- Nominierung im Wettbewerb um den Goldenen Löwen

London Critics’ Circle Film Awards 2025
- Nominierung in der Kategorie British/Irish Performer of the Year (Nicholas Hoult, auch für Nosferatu und Juror #2)[28]

Satellite Awards 2025
- Nominierung als Bester Film[29]